# Parque Nacional de Pantelleria
O Parque Nacional de Pantelleria (italiano: Parco Nazionale Isola de Pantelleria) é um parque nacional italiano na ilha de Pantelleria. O parque foi estabelecido em 2016 e cobre uma área de 66,4 km2 (25,6 sq mi), ou 80% da ilha.